# Cordia oliverii
Cordia oliverii là loài thực vật có hoa trong họ Mồ hôi. Loài này được (Britton) Gottschling & J.S.Mill. mô tả khoa học đầu tiên năm 2006.